# Long Hữu
Long Hữu là một xã thuộc tỉnh Vĩnh Long, Việt Nam.

## Địa lý
Xã Long Hữu có vị trí địa lý:
- Phía đông giáp xã biển Đông.
- Phía tây giáp xã Ngũ Lạc.
- Phía nam giáp phường Trường Long Hòa và Duyên Hải.
- Phía bắc giáp xã Mỹ Long và Hiệp Mỹ.

Xã Long Hữu có diện tích 67,28 km², dân số năm 2025 là 15.321 người, mật độ dân số đạt 227 người/km².

## Hành chính
Xã Long Hữu được chia thành 8 ấp: 10, 11, 12, 13, 14, 15, 16, 17.

## Lịch sử
Dưới thời Việt Nam Cộng hòa, Long Hữu là một xã thuộc quận Long Toàn, tỉnh Vĩnh Bình.
Sau năm 1975, quận Long Toàn giải thể, địa bàn nhập vào huyện Cầu Ngang, tỉnh Trà Vinh. Khi đó, xã Long Hữu thuộc huyện Cầu Ngang.
Ngày 29 tháng 9 năm 1981, Hội đồng Bộ trưởng ban hành Quyết định số 98-HĐBT về việc chia huyện Cầu Ngang thành huyện Cầu Ngang và huyện Duyên Hải. Khi đó, xã Long Hữu thuộc huyện Duyên Hải.
Ngày 15 tháng 5 năm 2015, Ủy ban thường vụ Quốc hội ban hành Nghị quyết số 934/NQ-UBTVQH13 về việc:
- Chuyển xã Long Hữu thuộc huyện Duyên Hải về thị xã Duyên Hải mới thành lập quản lý.
- Thành lập Phường 2 thuộc thị xã Duyên Hải trên cơ sở điều chỉnh 362,73 ha diện tích tự nhiên và 6.456 người của xã Long Hữu.

Sau khi điều chỉnh địa giới hành chính, xã Long Hữu còn lại 3.260,27 ha diện tích tự nhiên và 6.529 người.
Ngày 16 tháng 6 năm 2025, Ủy ban Thường vụ Quốc hội ban hành Nghị quyết số 1687/NQ-UBTVQH15 về việc sắp xếp các đơn vị hành chính cấp xã của tỉnh Vĩnh Long năm 2025. Theo đó, sắp xếp toàn bộ diện tích tự nhiên, quy mô dân số của xã Long Hữu và Hiệp Thạnh thành xã mới có tên gọi là xã Long Hữu.
Sau khi sáp nhập, xã Long Hữu có 67,28 km² diện tích tự nhiên và dân số 15.321 người.